# Brezičani
Brezičani es un pueblo de la municipalidad de Donji Vakuf, en el cantón de Bosnia Central, Bosnia y Herzegovina.

## Superficie
Posee una superficie de 2,54 kilómetros cuadrados.

## Demografía
Hasta 2013 la población era de 27 habitantes, con una densidad de población de 10,6 habitantes por kilómetro cuadrado.